# Carl-Heinrich von Stülpnagel
Carl-Heinrich von Stülpnagel (Berlino, 2 gennaio 1886 – Berlino, 30 agosto 1944) è stato un generale tedesco durante la seconda guerra mondiale, compartecipe dell'attentato a Hitler del 20 luglio 1944.

## Biografia
Carl-Heinrich von Stülpnagel nacque a Berlino nel 1886, discendente da una nobile famiglia dell'Uckermark, il padre era il generale dell'esercito prussiano Hermann von Stülpnagel (1839-1912) e la madre la Baronessa Luisa von der Tann-Rathsamhausen (1856-1907); al termine degli studi si arruolò come allievo ufficiale nel 1904, raggiungendo il grado di tenente l'anno successivo. Dal 1911 al 1914 frequentò la Scuola di guerra e, durante la prima guerra mondiale prestò servizio come ufficiale di Stato Maggiore della 18ª divisione di fanteria, venendo promosso capitano nel 1915. Al termine del conflitto, con la sconfitta della Germania, rimase nella Reichswehr: nel 1925 raggiunse il grado di maggiore, nel 1933, con il grado di colonnello, divenne responsabile del "Dipartimento eserciti esteri" dello Stato Maggiore, nel 1931 diresse la scuola di fanteria a Dresda, collaborando con il generale Ludwig Beck, nel 1936 fu promosso maggiore generale e fu posto al comando della 30ª divisione di fanteria di stanza a Lubecca e il 27 agosto 1937, con il grado di tenente generale, fu nominato vice capo di Stato Maggiore dell'Esercito.
Allo scoppio della seconda guerra mondiale von Stülpnagel rimase allo Stato Maggiore tedesco e, il 22 giugno 1940, fece parte della commissione incaricata di ratificare la resa della Francia a Compiègne; dal 20 dicembre 1940 al 4 ottobre 1941 fu posto al comando della 17ª armata di fanteria, partecipando all'Operazione Barbarossa dove operò in Ucraina nell'Heeresgruppe Süd, comandato dal feldmaresciallo Gerd von Rundstedt, avendo una parte importante nella Battaglia di Uman' e nella battaglia di Kiev. Secondo i rapporti sovietici, durante l'occupazione di Leopoli avrebbe incoraggiato l'uccisione di oltre 4.000 ebrei da parte degli Einsatzgruppen che seguivano l'avanzata della Wehrmacht, macchiandosi di crimini di guerra, ma le sue responsabilità non sono mai state confermate.
Il 4 ottobre 1941, a causa di contrasti emersi con l'OKW sulla condotta delle operazioni, fu sostituito al comando della 17ª armata dal generale Richard Ruoff e, dal febbraio del 1942 al luglio del 1944, fu nominato comandante militare della Francia occupata con sede a Parigi in sostituzione del cugino Otto. Gli avvenimenti che si erano svolti in Germania negli anni successivi al 1933, dopo la presa del potere da parte di Hitler e l'avvento del nazismo, lo scandalo Fritsch-Blomberg, le grandi epurazioni della Notte dei lunghi coltelli e l'annessione dei Sudeti avevano contribuito a rafforzare in lui la sfiducia nel nuovo regime, sfiducia che si manifestò quando accettò di aderire all'attentato a Hitler che ebbe luogo il 20 luglio 1944. Von Stülpnagel vi prese attivamente parte, dando ordine di arrestare circa 1.200 membri delle SS e della Gestapo e tentando di coinvolgere nell'Operazione Valchiria anche il comandante dell'Heeresgruppe B, il feldmaresciallo Günther von Kluge.
Dopo il fallimento del colpo di Stato von Stülpnagel fu costretto a liberare tutti i prigionieri e immediatamente dopo tentò il suicidio, dopo la sua fuga da Parigi, nei pressi di Verdun, sparandosi un colpo di pistola alla tempia non riuscendo però nel suo intento dato che il colpo non lo uccise ma lo rese cieco. Arrestato, fu giudicato colpevole della cospirazione dal Volksgerichtshof, il Tribunale del Popolo, e, nonostante le sue condizioni che lo avrebbero certamente portato alla morte in brevissimo tempo, fu ugualmente impiccato il 30 agosto 1944 nella prigione di Plötzensee.